# Gordon Gollob
Gordon Gollob (Viena, 16 de junho de 1912 — Sulingen, 7 de setembro de 1987) foi um piloto austríaco que serviu na Luftwaffe durante a Segunda Guerra Mundial. Um ás da aviação, ao longo da sua carreira abateu 150 aeronaves inimigas em 340 missões de combate. Gollob alcançou a maioria das suas vitórias aéreas na Frente Oriental, tendo seis delas ocorrido na Frente Ocidental.
Gollob voluntariou-se para o serviço militar nas Forças Armadas da Áustria em 1933. Em Março de 1938, depois da anexação da Áustria na Alemanha Nazi, Gollob foi transferido para a Luftwaffe. Em 1939 Gollob foi colocado na Zerstörergeschwader 76 (ZG 76), uma asa de caças pesados. Ele obteve a sua primeira vitória aérea no dia 5 de Setembro de 1939, durante a Invasão da Polónia. Gollob obteve mais uma vitória aérea durante a Batalha da Angra da Heligolândia e mais duas durante a Campanha da Noruega. Depois, foi transferido para a Jagdgeschwader 3 (JG 3), passando a pilotar o caça monomotor Messerschmitt Bf 109. Durante a Batalha de Inglaterra, ele obteve a sua sexta e última vitória na Frente Ocidental.
Gollob foi depois destacado para combater na Operação Barbarossa, a invasão da União Soviética. No dia 27 de Junho de 1941, foi nomeado comandante do II. Gruppe da JG 3. Durante o mês de Agosto ele abateu 18 aviões inimigos, e depois da sua 42.ª vitória foi condecorado com a Cruz de Cavaleiro da Cruz de Ferro, no dia 18 de Setembro. Em Outubro abateu mais 37 aeronaves, incluindo nove apenas no dia 18 de Outubro e seis no dia 22. No dia 26 de Outubro de 1941, já com um total de 85 vitórias aéreas, Gollob foi condecorado com a Cruz de Cavaleiro da Cruz de Ferro com Folhas de Carvalho. Depois disto foi destacado para servir numa unidade de treino e recebeu formação de comando. Realizada a formação, Gollob foi nomeado Geschwaderkommodore da Jagdgeschwader 77 (JG 77) no dia 16 de Maio de 1942. Ele obteve a sua 100.ª vitória no dia 20 de Maio, e no dia 23 de Junho foi condecorado com a Cruz de Cavaleiro da Cruz de Ferro com Folhas de Carvalho e Espadas, depois da sua 107.ª vitória. No dia 29 de Agosto, Gollob tornou-se o primeiro piloto a alcançar a marca de 150 aeronaves inimigas destruídas, e foi condecorado com a Cruz de Cavaleiro da Cruz de Ferro com Folhas de Carvalho, Espadas e Diamantes, a mais alta condecoração alemã na altura.
Devido à possibilidade de ser morto em combate, Gollob foi proibido de voltar a pilotar em missões de combate. No dia 15 de Outubro de 1942 tornou-se comandante da Jagdfliegerführer 3, na Frente Ocidental. No dia 6 de Setembro de 1943 foi nomeado comandante da Jagdfliegerführer 5, ficando responsável pelo comando táctico de combate aéreo no noroeste de França. Em Abril de 1944 foi transferido para o gabinete do Inspector dos Caças. Em Janeiro de 1945 sucedeu ao Generalleutnant Adolf Galland como Inspector dos Caças, uma posição que deteve até ao cessar das hostilidades. No pós-guerra, tornou-se Secretário-geral da Federação dos Independentes, um partido político na Áustria. Mais tarde, trabalhou na área das vendas na empresa Deutz AG. Foi casado e teve três filhos. Gollob faleceu no dia 7 de Setembro de 1987.

## Juventude e início de carreira

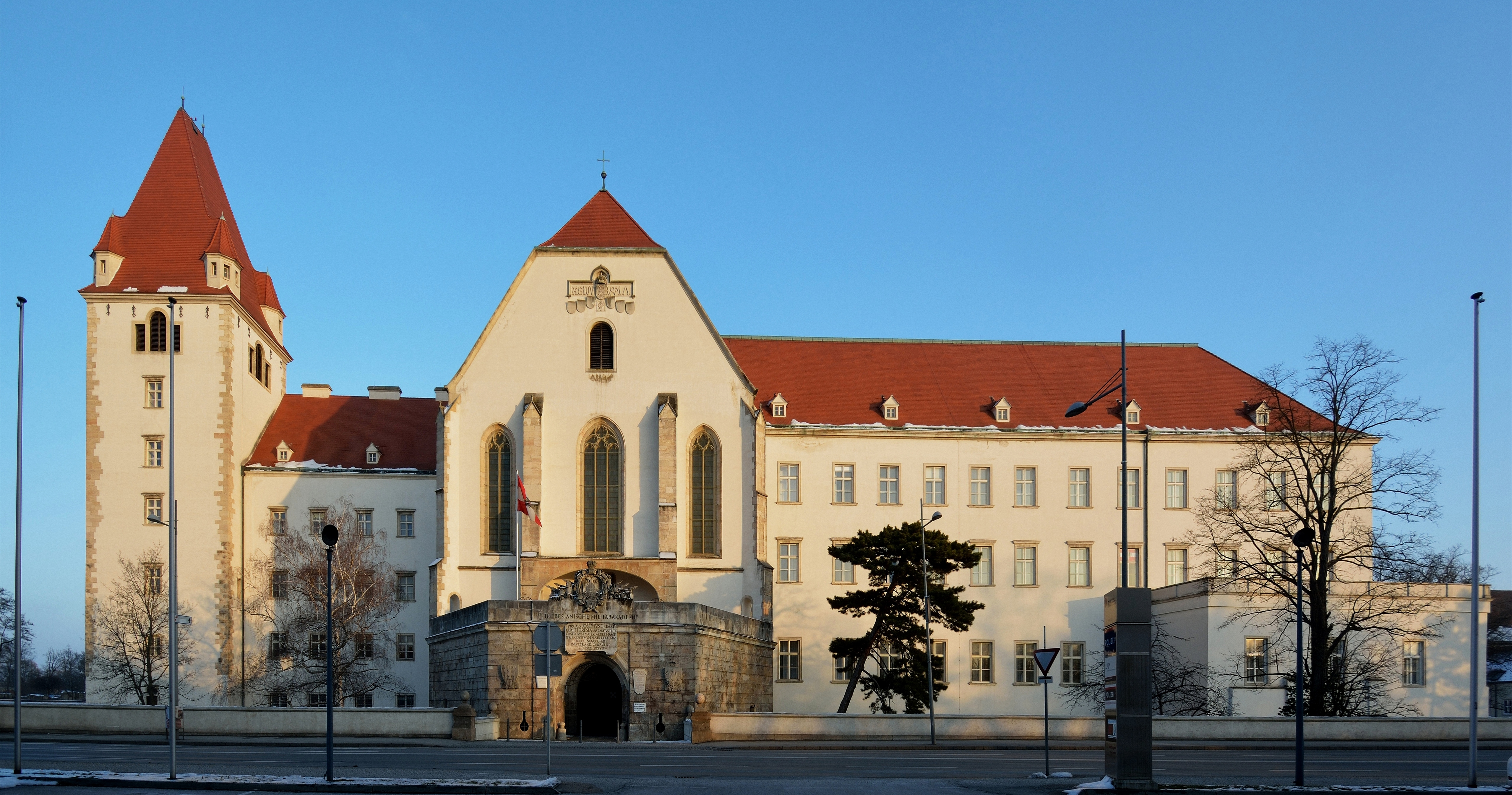
Edifício principal da Academia Militar Teresina

Gollob nasceu no dia 16 de Julho de 1912 em Viena, na época capital do Império Austro-Hungaro. O seu pai, Heinrich Gollob, trabalhou como pintor. A sua mãe, Johanna, era filha de Zoe von Karajan, um parente distante de Herbert von Karajan. Gollob era o mais velho de cinco filhos. Ambos os pais estudaram na Academia de Belas-Artes de Viena, onde foram ambos amigos de Gordon Mallet McCouch, um artista norte-americano de ascendência escocesa. McCouch foi padrinho de Gollob. Na sua juventude, Gollob já aspirava tornar-se num engenheiro e piloto. Em 1930, como estudante da Oberrealschule, uma escola secundária, ele construiu o seu primeiro planador em Tirol, realizando experiências e voos num velho aeródromo em Innsbruck. Ele também obteve a licença A- e B- para pilotar planadores, tornando-se mais tarde instrutor e inspector de construção e fuselagens de planadores.
Depois de quatro semestres de engenharia mecânica na Universidade de Graz, Gollob juntou-se às Forças Armadas da Áustria, em 1933, como cadete em artilharia. Durante três anos ele recebeu formação na Academia Militar Teresina, em Wiener Neustadt, e foi promovido a Leutnant no dia 1 de Setembro de 1936. Mais tarde serviu como instrutor na Força Aérea Austríaca e comandante do Schulstaffel A (Esquadrão de Treino A). Depois da anexação da Áustria pela Alemanha Nazi, em Março de 1938, Gollob foi transferido para a Luftwaffe, a força aérea da Alemanha Nazi. No novo ramo, foi promovido a Oberleutnant no dia 1 de Junho de 1938. No dia 15 de Março de 1939, Gollob foi transferido para o 3. Staffel da Zerstörergeschwader 76, passando a pilotar caças pesados bimotores Messerschmitt Bf 110.

## Segunda Guerra Mundial
A Alemanha invadiu a Polónia no dia 1 de Setembro de 1939 e, no dia 3, o Reino Unido e a França declararam guerra à Alemanha, iniciando assim a Segunda Guerra Mundial. Gollob obteve a sua primeira vitória aérea dois dias depois, no dia 5 de Setembro, abatendo um biplano PWS 56. Ele também realizou missões e apoio aéreo próximo, atacando um aeródromo e destruindo várias aeronaves polacas no solo. No dia 21 de Setembro de 1939, Gollob foi condecorado com a Cruz de Ferro de 2.ª classe. Depois da Campanha da Polónia, a ZG 76 foi transferida de volta para a Alemanha para cumprimento de operações defensivas. O I. Gruppe da ZG 76 foi, primeiro, transferido para Estugarda no dia 29 de Setembro, para defender a fronteira ocidental contra potenciais ataques franceses ou britânicos. Do início de Outubro até a meio de Dezembro, o I. Gruppe operou a partir de aeródromos em Estugarda e nas regiões do Ruhr antes de ser transferido para Jever no dia 16 de Dezembro de 1939. Aqui, no dia 18 de Dezembro, Gollob obteve a sua segunda vitória aérea, desta vez contra um Vickers Wellington da Real Força Aérea, numa batalha que ficou conhecida como a Batalha da Angra da Heligolândia. Durante esta batalha ele abateu a aeronave do Líder de esquadrão Archibald Gunthrie, do Esquadrão N.º 9 da RAF.

### Invasão da Noruega e Batalha de Inglaterra
No dia 8 de Abril de 1940, Gollob foi nomeado Staffelkapitän do 3. Staffel da ZG 76. A unidade participou na Operação Weserübung, o ataque alemão contra a Dinamarca e a Noruega, abrindo assim a Campanha da Noruega. Em Junho de 1940, o I. Gruppe estava estacionado em Trondheim-Værnes, quando a força expedicionária aliada composta por britânicos, franceses e polacos estava a ser evacuada de Narvik. Em apoio à evacuação, a Real Força Aérea (RAF) atacou várias embarcações alemãs em águas norueguesas e vários aeródromos noruegueses onde estavam as forças da Luftwaffe. No dia 13 de Junho, quinze bombardeiros de mergulho Blackburn Skua, seis deles do Esquadrão Aeronaval N.º 800 e nove do Esquadrão Aeronaval N.º 803, lançaram um ataque a partir do porta-aviões da Marinha Real Ark Royal contra o navio de guerra Scharnhorst, então no Trondheimsfjord. Este ataque foi interceptado por forças da Luftwaffe e, do confronto aéreo que se seguiu, oito aviões Skua foram abatidos, o primeiros deles autoria de Gollob. Nesse mesmo dia, ele foi condecorado com a Cruz de Ferro de 1.ª classe.
Gollob recebeu então treino de combate aéreo nocturno. Na altura, ele fez várias recomendações relativamente a melhorias técnicas no caça Messerschmitt Bf 109. Graças a estas recomendações, foi transferido para o Erprobungstelle Rechlin, um complexo de testes da Luftwaffe em Rechlin, em Junho de 1940. Às 14:47 do dia 9 de Julho de 1940, Gollob interceptou e abateu um hidroavião Short Sunderland do Esquadrão N.º 201 da RAF. O Sunderland, pilotado pelo Tenente de voo J. D. Middleton, estava a realizar uma patrulha perto da Noruega. Neste mesmo dia, às 17:20, Gollob juntamente com o Oberfeldwebel Herbert Schob e o Oberleutnant Gerhard Böhmel, abateram um avião de reconhecimento Lockheed Hudson do Esquadrão N.º 223 da RAF, perto de Shetland.
No dia 7 de Setembro de 1940, durante a Batalha de Inglaterra, Gollob foi transferido para o Gruppenstab do II. Gruppe da Jagdgeschwader 3 (JG 3), estacionada em Arques, no norte de França. No dia 8 de Outubro, o Oberleutnant Werner Voigt, Staffelkapitän do 4. Staffel, foi abatido na Inglaterra e feito prisioneiro de guerra. Quatro dias depois, Gollob assumiu o comando do 4. Staffel. Em Fevereiro de 1941, todo o II. Gruppe regressou à Alemanha para um período de descanso. Os pilotos tiraram férias numa estância de esqui, em Kitzbühel, entre 9 e 28 de Março de 1941. O 4. Staffel ficou alojado no sopé do Ehrenbachhöhe, o ponto mais alto do Hahnenkamm. O Gruppe voltou a reunir-se em Darmstadt-Griesheim onde receberam os novos Bf 109 F-2. No dia 25 de Abril de 1941, o II. Gruppe começou a transferir-se novamente para a frente do canal, em Monchy-Breton. O Gruppe completou a transferência no dia 4 de Maio e realizou a sua primeira missão a 7 de Maio. Neste dia, a RAF realizou uma série de ataques contra a costa do norte de França, e Gollob na sua defesa conseguiu abater um caça Supermarine Spitfire, a sua sexta vitória na guerra e a última da Frente Ocidental. No dia 1 de Junho de 1941, Gollob foi promovido a Hauptmann e o II. Gruppe começou a ser transferido para a Frente Oriental. Os elementos de terra foram transferidos de imediato, enquanto as tripulações aéreas e as aeronaves só foram no dia 8 de Junho. Nesse dia, eles voaram até Saint-Dizier e depois para Böblingen. No dia seguinte, continuaram até Breslau-Gandau via Straubing.

### Guerra contra a União Soviética
Em preparação para a Operação Barbarossa, a invasão alemã da União Soviética, o II. Gruppe deslocou-se ainda mais para oriente no dia 18 de Junho. Depois de uma paragem em Cracóvia, a unidade foi para Gostynne. No início da campanha, a JG 3 sob o comando do Major Günther Lützow estava subordinada ao V. Fliegerkorps, sob o comando do General der Flieger Robert Ritter von Greim, que por sua vez fazia parte da Luftflotte 4 sob o comando do Generaloberst Alexander Löhr. Estas unidades aéreas estavam todas debaixo da cadeia hierárquica do Generalfeldmarschall Gerd von Rundstedt e do seu Grupo de Exércitos do Sul, com o objectivo de capturar a Ucrânia e a sua capital, Kiev. Às 17:00 do dia 21 de Junho de 1941, o V. Fliegerkorps, com base em Lipsko, deu instruções aos comandantes das unidades a si subordinadas sobre o eminente ataque. Nessa tarde, o Gruppenkommandeur do II. Gruppe Lothar Keller informou os seus subordinados do ataque.

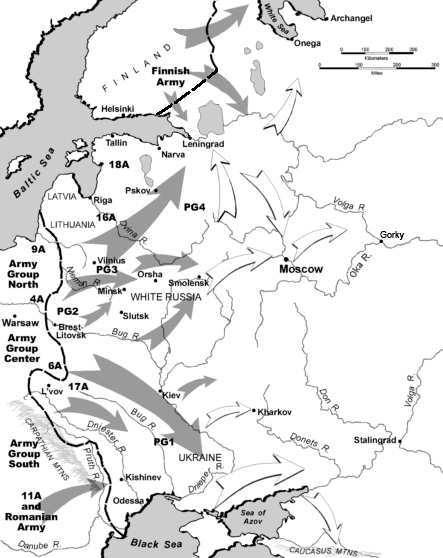
Mapa com o plano de ataque da Operação Barbarossa

A invasão da União Soviética começou no dia 22 de Junho de 1941. O II. Gruppe realizou as suas primeira missões na frente oriental pouco antes das 04:00, levando a cabo ataques ar-terra contra aeródromos soviéticos nas imediações de Lvov, na Ucrânia. Às 06:30 o Gruppe lutou nas suas primeiras batalhas aéreas da frente. O 4. Staffel obteve três vitórias e o Gruppenstab quatro. Uma destas vitórias foi de Gollob, que abateu um Polikarpov I-16 às 07:00. No dia 25 de Junho, o II. Gruppe obteve 17 vitórias, 6 das quais autoria do 4. Staffel. O Staffel confrontou bombardeiros Ilyushin DB-3 escoltados por aviões I-16, a oeste de Lutsk. Os bombardeiros soviéticos atacaram as vias de circulação dos alemães de Hrubieszów, através de Volodymyr-Volynskyi, até Lusk. Gollob abateu dois bombardeiros DB-3 neste encontro. No dia 26 de Junho de 1941 o Gruppenkommandeur Keller faleceu devido a uma colisão aérea. No dia seguinte, Gollob sucedeu a Keller como comandante, e mais tarde entregou o comando desta unidade ao Oberleutnant Karl Faust.
No início de Julho de 1941, a frente de guerra no sector norte da área de responsabilidade do Grupo de Exércitos do Sul tornou-se cada vez mais fluída. Isto levou à relocalização do II. Gruppe para Volodomyr-Volynskyi. Nesta altura a guerra de atrito já havia reduzido o Gruppe em 50%. Uma razão para isto ter acontecido foi a quase completa falta de novas aeronaves, motores, e peças suplentes. Outro factor que levou a que isto acontecesse foi a carga horária nas quais as tripulações, tanto aéreas como de terra, tinham que trabalhar, o que provocava um elevado grau de exaustão. Realizando patrulhas de combate aéreo nos céus de Berdychiv e Zhytomyr, no dia 1 de Julho, o II. Gruppe obteve mais quatro vitórias aéreas. Neste dia, às 19:42, Gollob obteve a sua décima vitória, abatendo um bombardeiro leve Petlyakov Pe-2. No dia seguinte, o Gruppe obteve mais 23 vitórias aéreas, perdendo apenas uma aeronave em combate. A primeira vitória do dia foi obtida por Gollob, que abateu um ZKB-19 às 05:52. Numa outra missão neste mesmo dia, ele abateu dois aviões Vultee V-11, um às 11:30 e outro às 11:43.
O rápido avanço das forças terrestres alemãs fez com que o II. Gruppe tivesse que se mover novamente no dia 5 de Julho, desta vez para Lutsk, e depois para Dubno no mesmo dia, e para Miropol no dia 10 de Julho. Em missões aéreas a leste de Zhytomyr, Gollob obteve a sua 14.ª vitória aérea, abatendo um Polikarpov I-153 às 06:30 no dia 13 de Julho de 1941. Um vitória contra um DB-3 às 11:42 e uma outra vitória contra um Tupolev SB-2 às 11:44, ambas no dia 16 de Julho, elevaram-no para as 16 vitórias. No dia 20 de Julho de 1941, o II. Gruppe foi transferido de Miropol para Berdychiv. Um dia depois, Gollob foi condecorado com o Troféu de Honra da Luftwaffe pelas suas 16 vitórias. No dia 23 de Julho de 1941, às 16:35, Gollob abateu um avião de reconhecimento aéreo Polikarpov R-5, obtendo a sua 17.ª vitória. Neste dia, o II. Gruppe recebeu ordens para entregar as aeronaves que tinha em sua possa ao I. Gruppe da Jagdgeschwader 53 (JG 53). Depois disto, o Gruppe de Gollob foi re-equipado com uma série de aviões Bf 109 F-4. No dia 28 de Julho, os pilotos foram transportados por um Junkers Ju 52 até Krosno, local onde o seu re-equipamento ficou concluído. Depois de um único voo de familiarização, eles deixaram Krosno e foram para Berdychiv, e na manha seguinte foram transferidos para Bila Tserkva. Durante os primeiros dias do mês de Agosto de 1941, o II. Gruppe realizou missões aéreas nas áreas de combate ao longo do rio Dnieper, em apoio a um ataque alemão que pretendia cercar as forças soviéticas perto de Uman, uma localidade a aproximadamente 200 km a sul de Kiev. A maior parte das missões do II. Gruppe começaram, então, a realizar-se na grande área de Kiev e mais a norte, perto de Malyn, onde as forças soviéticas ainda conseguiam segurar uma posição na margem esquerda do Dnieper. Até 6 de Agosto de 1941, o II. Gruppe abateu 5 aviões inimigos sem perder qualquer aeronave. Duas vitórias no dia 5 de Agosto elevaram o número de vitórias de Gollob para 20; ele foi vitorioso sobre um I-153 às 17:46 e um I-17 às 18:22.
No dia 7 de Agosto, o II. Gruppe moveu-se novamente, desta vez de Bila Tserkva para Signajewka, um aeródromo perto de Shpola. Nos dias seguintes, o Gruppe realizou uma série de missões de combate ao longo do rio Dnieper, entre Kaniv e Kremenchuk, e também para o sul. Nos dez dias seguintes, o II. Gruppe obteve 64 vitórias aéreas, incluindo 11 no dia 8 de Agosto, 8 no dia 12 e 27 no dia 17 de Agosto de 1941, o dia de maior sucesso do Gruppe em toda a sua campanha de verão em 1941. Ao mesmo tempo, Gollob aumentou o seu total de vitórias para 26. O II. Gruppe teve que ser novamente transferido para acompanhar o avanço alemão; assim, no dia 17 de Agosto, parte do Gruppe viajou para um aeródromo em Kirovohrad. A sua missão primária era a de proteger a vanguarda mecanizada alemã na área de Dnipropetrovsk. No dia 21 de Agosto de 1941, o II. Gruppe obteve 17 vitórias, cinco das quais graças a Gollob; com este feito, Gollob tornou-se "ás num dia", a primeira vez de um total de seis vezes que viria a alcançar ao longo da sua carreira operacional, o que também aumentou o total de vitórias para 33. No dia 25 de Agosto, o III Corpo de Exército da Wehrmacht conquistou Dnipropetrovsk e capturou a primeira ponte que atravessava o Dnieper. Em apoio a estas batalhas, Gollob abateu um I-17 no dia 22 de Agosto, um Polikarpov I-180 no dia 24 e um Tupolev TB-3 no dia 31 de Agosto, chegando assim às 26 vitórias aéreas. No dia 1 de Setembro de 1941, o 17.º Exército começou a atravessar o rio Dnieper e o II. Gruppe foi transferido para Myronivka. O voo até Myronivka ocorreu durante um período de péssimas condições atmosféricas, o que baixou a operacionalidade para o mínimo possível. Nesta altura, o principal objectivo do II. Gruppe era o de servir como escudo aéreo para as tropas alemãs que atravessavam o Dnieper.
Nestas batalhas defensivas, Gollob obteve a sua 37.ª vitória no dia 8 de Setembro. O seu adversário foi identificado como um caça I-26, mais tarde referido como um Yakolev Yak-1. Um dia mais tarde, Gollob abateu um avião de ataque ar-solo Ilyushin Il-2. No dia 12 de Setembro as condições atmosféricas melhoraram e o número de missões aéreas voltou a aumentar. O II. Gruppe realizou, assim, missões em apoio ao avanço alemão e missões de escolta a bombardeiros de mergulho Junkers Ju 87. Naquele dia, Gollob conseguiu mais duas vitórias, um Il-2 e um I-26, atingindo as 40 vitórias. No dia 13 de Setembro, o Gruppe abateu 20 aviões soviéticos, incluindo um V-11 abatido por Gollob às 17:19. No dia 14 de Setembro de 1941, o aeródromo alemão em Myronivka foi atacado por meios aéreos soviéticos. Depois deste ataque, Gollob e o seu asa, o Oberleutnant Walther Dahl, conseguiram perseguir os atacantes soviéticos e ambos ainda conseguiram abater um. Esta vitória contra um I-153, às 05-47, elevou as vitórias de Gollob para 42. O II. Gruppe viu-se novamente forçado a mover-se, desta vez para um aeródromo em Kremenchuk, no dia 15 de Setembro. No dia 18 de Setembro, Gollob foi condecorado com a Cruz de Cavaleiro da Cruz de Ferro pelas suas 42 vitórias. No dia 19 de Setembro de 1941, o II. Gruppe ficou responsável por realizar uma técnica aérea denominada por strafing, que consiste em atacar colunas militares com aviões em baixa altitude; esta técnica foi realizada em aeródromos soviéticos na área de Poltava. Nesse dia, Gollob obteve a sua 43.ª vitória aérea, contra um R-5 às 13:55. Ele tornou-se novamente "ás num dia" no dia 28 de Setembro de 1941, elevando o seu total de vitórias para 48. Neste dia, abateu três Pe-2 e dois aviões I-61, uma designação para o caça MiG-1.

### Batalha de Moscovo e Campanha da Crimeia
No dia 30 de Setembro de 1941, o Gruppe foi temporariamente transferido para o sector sul da Frente Oriental. A sua nova área de operações era Sechtschinskaja, aproximadamente a 40 km a sul de Roslavl. O Gruppe ficou então subordinado ao II. Fliegerkorps, sob o comando do General der Flieger Bruno Loerzer, sendo também parte constituinte da preparação para o ataque alemão contra Moscovo. Todas as forças alemãs disponíveis foram concentradas sob o comando do Generalfeldmarschall Fedor von Bock para o ataque que começou no dia 2 de Outubro de 1941. Nos primeiros dias desta campanha, o II. Gruppe apoiou o avanço do Panzergruppe 4 e do 4.º Exército em direcção a Vyazma e Yukhnov. Realizando predominantemente missões de escolta para bombardeiros Ju 87 e patrulhas de combate aéreo na zona e batalha a leste de Desna, Gollob obteve mais uma vitória aérea no dia 4 de Outubro e outras duas no dia seguinte.
No dia 6 de Outubro Gollob abateu dois aviões Pe-2, o primeiro às 10:15 e o segundo duas horas mais tarde. No dia seguinte, sagrou-se vitorioso contra outros dois Pe-2 e um Il-2, elevando a sua marca de vitórias para 56. Nessa mesma noite, a neve do inverno começou a cair, o que piorou as condições atmosféricas. No dia 9 de Outubro as unidades alemãs cercavam duas grandes forças em locais separados, em Vyazma e Bryansk. Em apoio às forças terrestres alemãs, o II. Gruppe destacou um Schwarm—dois pares de duas aeronaves de combate—para um aeródromo mais próximo à frente de combate, em Syevsk, aproximadamente a 100 km a sul de Bryansk. Entre 9 e 11 de Outubro os meios aéreos alemães operaram a partir de aeródromos em Kirov e Oryol, que haviam sido capturados pelas forças alemãs no dia 3 de Outubro. Operando a partir destes aeródromos, Gollob obteve a sua 57.ª e 58.ª vitórias aéreas no dia 10 de Outubro, uma às 12:40 e outra às 12:43. As missões realizadas pelo II. Gruppe no dia 11 de Outubro foram as últimas missões em apoio ao ataque contra Moscovo. Ao mesmo tempo, foram recebidas ordens para que fossem transferidos elementos de tripulações aéreas e de terra, que foram transportados por vários aviões Junkers Ju 52 para Chaplynka. A partir daqui, o Gruppe participou na Campanha da Crimeia. A transferência começou no dia 13 de Outubro, contudo devido a condições atmosféricas adversas, só foi concluída no dia 16 de Outubro. Em Chaplynka, o Gruppe foi colocado sob o comando do Geschwaderstab da Jagdgeschwader 77 (JG 77).
As primeiras missões aéreas na zona de batalha da frente de Perekop e da Crimeia foram realizadas no dia 17 de Outubro de 1941, nas quais foram realizadas escoltas a bombardeiros Ju 87 e patrulhas de combate aéreo. Em duas ocasiões separadas, Gollob abateu dois I-61 e um I-16. No dia 18 de Outubro de 1941 o 11.º Exército Alemão começou o seu ataque no Istmo de Perekop e Ishun. O II. Gruppe realizou várias missões de combate aéreo neste mesmo dia, tendo sido reportado 16 aviões inimigos abatidos com a perda de apenas dois aviões Bf 109. Só Gollob conseguiu abater nove destes 16 aviões. Esta foi a terceira vez que ele conseguiu alcançar o status de "ás num dia" e foi o dia de maior sucesso da sua carreira de combate aéreo. Durante o curso de três missões de combate, ele aumentou a sua marca de vitórias para 70; neste dia, ele submeteu o seu registo de combate e apresentou nove aviões I-61 abatidos, dois às 07:18 e 07:20, mais cinco às 10:05, 10:07, 10:19, 10:20 e 10:29 e mais dois às 14:46 e 14:48. No dia 19 de Outubro, Gollob tornou-se "ás num dia" pela quarta vez, abatendo um I-61 às 08:55, três Pe-2 às 12:36, 12:37 e 12:42, e outro I-61 às 15:35. No dia seguinte, ele abateu mais um I-61, chegando às 76 vitórias aéreas. Dois dias mais tarde, no dia 22 de Outubro, Gollob tornou-se novamente, e pela quinta vez, ás da aviação em um único dia, abatendo oito aviões; neste dia ele abateu três aviões I-16, um Pe-2 e um I-61. Um dia mais tarde, ele abateu mais três aviões I-61, e no dia 24 de Outubro, alcançou a sua 85.ª vitória ao abater um I-153. Depois de um impressionante registo de 37 vitórias em Outubro de 1941, ele foi mencionado no dia 25 de Outubro de 1941 no Wehrmachtbericht, um meio de propaganda da Wehrmacht, tendo sido a primeira de três menções que Gollob teria sobre a sua pessoa. No dia seguinte ele foi condecorado com a Cruz de Cavaleiro da Cruz de Ferro com Folhas de Carvalho, pelas suas 85 vitórias aéreas. Ele foi o 38.º membro das forças armadas alemãs a ser condecorado com esta medalha. Gollob, juntamente com o Oberleutnant Erbo Graf von Kageneck, recebeu as Folhas de Carvalho pessoalmente das mãos de Adolf Hitler na Toca do Lobo (Wolfsschanze), o quartel-general de Hitler na Prússia Oriental, no dia 5 de Novembro de 1941.
No dia 31 de Outubro de 1941, o II. Gruppe realizou a sua última missão de combate no norte da Crimeia. O Gruppe foi, depois, ordenado a regressar à Alemanha para ficar estacionado no aeródromo de Wiesbaden-Webenheim, onde chegou no início de Novembro. Antes da sua partida, todas as aeronaves foram entregues ao III. Gruppe da JG 77. Desde o início da Operação Barbarossa, no dia 22 de Junho de 1941, o II. Gruppe já havia abatido 504 aviões inimigos com a perda de 10 pilotos mortos ou desaparecidos em combate, e mais nove pilotos que ficaram feridos. Além disto, 27 aeronaves foram perdidas ou danificadas sem possibilidade de reparação, outras 21 ficaram seriamente danificadas e outras 27 ligeiramente danificadas. No dia 20 de Novembro de 1941, Gollob foi colocado no complexo de testes de Erprobungstelle Rechlin, onde substituiu o Hauptmann Karl-Heinz Krahl como comandante do II. Gruppe da JG 3. Em Rechlin, ele realizou inúmeros voos de teste e comparação entre a última versão do Bf 109 e o Focke-Wulf Fw 190, além de uma série de aeronaves experimentais que nunca passaram da fase de protótipo.

### Comandante de asa
No início de 1942 o General der Jagdfieger, o Oberst Adolf Galland, recomendou que Gollob assumisse a posição de Geschwaderkommodore da JG 77. Gollob foi enviado para o Geschwaderstab da Jagdgeschwader 54 (JG 54) como comandante-em-treino sob o Major Hannes Trauloft. No dia 1 de Maio de 1942, Gollob foi oficialmente indicado como Geschwaderkommodore da JG 77, substituindo o Major Gotthard Handrick. Ele assumiu o comando operacional da asa depois de chegar às instalações da unidade no dia 1 de Maio de 1942. Neste mesmo dia, Gollob voou na sua primeira missão de combate como comandante da asa, tendo abatido três aviões inimigos LaGG-3. O sucesso de Gollob continuou no dia seguinte, tendo destruído mais três aviões R-5 e um LaGG-3.

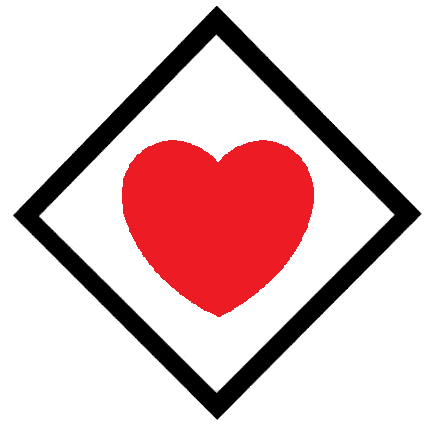
Herzas (Ás de Copas), o emblema da JG 77

À JG 77 foi atribuída a missão de prestar apoio às forças terrestres alemãs na campanha da Crimeia, mais especificamente no Estreito de Kerch da Península da Crimeia. Um piloto anónimo da JG 77 descreveu os métodos de Gollob: "Gollob voou com o seu asa. Eles posicionaram-se numa altitude baixa, próximos a uma formação soviética. Depois disto eles começaram a voar para cima, em espiral, mantendo-se cuidadosamente por cima da formação inimiga. Antes de sequer os aviões soviéticos terem a noção de que estavam a ser atacados por aviões alemães, os dois aviões soviéticos na ponta da formação aérea soviética já haviam sido abatidos e os dois aviões alemães haviam desaparecido". No dia 18 de Maio de 1942 Gollob obteve mais três vitórias, ao abater três aviões R-5. A JG 77, liderada por Gollob, e o seu I. Gruppe, liderado pelo Hauptmann Heinrich Bär, tinham entre eles uma intensa rivalidade, tentando ser constantemente um melhor que o outro, e ambos aspiravam chegar primeiro à marca de 100 vitórias aéreas. Bär obteve a sua 100.ª vitória no dia 19 de Maio. Neste dia, Gollob abateu mais três aviões R-5, o que elevou a sua marca de vitórias para 99. Um dia depois, no dia 20 de Maio de 1942, Gollob abateu mais duas aeronaves, um DB-3 e um LaGG-3, e assim ultrapassou a marca das 100 vitórias aéreas. Ele foi o 10.º piloto da Luftwaffe a alcançar a marca de 100 vitórias aéreas. Este feito valeu-lhe a segunda menção da sua carreira no Wehrmachtbericht, no dia 20 de Junho de 1942.
No dia 7 de Junho de 1942, uma coligação de forças militares alemãs e romenas deram início à Operação Störfang, o assalto final do Cerco de Sevastopol, que resultou na captura da cidade no dia 4 de Julho de 1942. No primeiro dia da operação, Gollob obteve a sua 102.ª vitória, abatendo um LaGG-3 nos céus de Sevastopol. O ataque a Sevastopol ainda estava com uma passada lenta no dia 9 de Junho, em grande parte devido à quantidade de artilharia dentro da fortaleza. Nos céus da zona de batalha, Gollob abateu um I-153 nesse mesmo dia. Até ao dia 18 de Junho, Gollob não abateu mais nenhuma aeronave. A luta por Sevastopol ainda estava a decorrer e Gollob ainda conseguiu abater um Il-2 e um LaGG-3 no sector sul de Sevastopol. Estas vitórias elevaram a sua marca para 105. No dia 21 de Junho de 1942, Gollob abateu mais dois aviões LaGG-3. Por este feito, no dia 23 de Junho, ele foi condecorado com a Cruz de cavaleiro da Cruz de Ferro com Folhas de Carvalho e Espadas, altura pela qual ele tinha 107 vitórias na sua ficha. Ele foi o 13.º militar a receber esta condecoração. No dia 1 de Julho, foi promovido a Major.
No dia 22 de Julho de 1942, o Geschwaderkommodore da JG 52, o Major Herbert Ihlefeld, ficou ferido com gravidade num acidente de voo e teve que ser rendido do seu comando. Na altura, todos os três Gruppen da JG 77 foram distribuídos por diversas unidades e Gollob teve algum tempo "livre", o que fez com que ele assumisse temporariamente o comando da JG 52. Neste dia, ou num dos dias seguintes, Gollob voou para o Geschwaderstab da JG 52. No dia 28 de Junho de 1942, a Wehrmacht deu início ao Fall Blau, a ofensiva estratégica de verão no sul da Rússia. O objectivo desta operação era o de conquistar os campos de petróleo de Baku, além de consolidar o avanço das forças terrestres alemãs em direcção a Stalingrado, ao longo do rio Volga, de modo a cobrir os flancos do avanço alemão na área. Responsáveis por prestar apoio aéreo a esta ofensiva estavam as unidades da Luftflotte 4, da qual fazia parte da JG 52. No dia em que Gollob juntou-se à Geschwader em Julho de 1942, a ofensiva havia sido re-baptizada como Operação Braunschweig e a JG 52 estava estacionada em Rostov do Don. Gollob obteve a sua primeira vitória com o Stab da JG 52 no dia 26 de Julho de 1942, na qual abateu um I-16 que simbolizou a sua 108.ª vitória. No dia seguinte, ele abateu dois biplanos I-153. No dia 4 de Agosto ele obteve a primeira vitória deste mês, mês que seria o seu último com operações de combate, abatendo um Yak-1. Ele foi creditado com quatro vitórias no dia 6 de Agosto, uma no dia 7 e uma no dia 8. No dia 14 de Agosto, ele abateu mais dois aviões soviéticos LaGG-3 e um Douglas A-20 Havoc, conhecido como Boston. Pela última e sexta vez na sua carreira, Gollob alcançou o status de "ás num dia" no dia 16 de Agosto de 1941; neste dia, ele abateu dois aviões LaGG-3, dois I-16 e um Il-2. O seu sucesso como piloto de caças continuou, tendo abatido dois LaGG-3 no dia 17 de Agosto, três I-16 no dia 18 de Agosto, e dois Il-2 e um I-153 no dia 19 de Agosto, levando o seu total de vitórias para 133.
Depois de abater três aviões soviéticos no dia 20 de Agosto, Gollob abateu mais dois no dia 22. No dia 24 de Agosto de 1942, ele chegou às 142 vitórias aéreas ao abater três LaGG-3 e um Boston. Ao longo dos próximos quatro dias, ele obteve uma vitória aérea em cada dia, um Boston no dia 25, um Pe-2 no dia 26, um I-16 no dia 27 e mais um Boston no dia 28. Depois de três vitórias contra aviões LaGG-3 e de abater mais um Pe-2 no dia 29 de Agosto, ele alcançou a marca de 150 vitórias aéreas, tornando-se no mais bem sucedido piloto de caças da Luftwaffe. Por este feito sem precedentes, ele foi condecorado com a Cruz de Cavaleiro da Cruz de Ferro com Folhas de Carvalho, Espadas e Diamantes no dia 30 de Agosto. Gollob foi o terceiro piloto da Luftwaffe e, respectivamente, o terceiro militar da Wehrmacht a receber esta condecoração. Com receio que este militar experiente falecesse em combate, Hitler emitiu um comunicado que o proibia de voltar a participar em operações e combate aéreo. No dia seguinte, ele foi novamente mencionado no Wehrmachtbericht, a sua terceira e última menção. A Der Adler, uma revista de propaganda nazi publicada pela Luftwaffe, também relatou os seus feitos no volume 19 de 1942. No dia 30 de Setembro de 1942, Gollob foi oficialmente substituído no comando da JG 77 pelo Hauptmann Joachim Münchenberg. Gollob foi então colocado no Stab da Jagdfliegerführer 3 em Brest-Guipavas, na frente do Canal.

### Alto Comando
No dia 15 de Outubro de 1942, Gollob foi nomeado Jagdfliegerführer 3 (Jafü 3), responsável pelo comando táctico de caças no noroeste de França. A Jagdfliegerführer 3 foi re-nomeada Jagdfliegerführer 5 (Jafü 5) no dia 6 de Setembro de 1943. Nesta posição de comando, ele foi promovido a Oberstleutnant no dia 20 de Abril de 1943, com efeitos a partir de 1 de Abril, e a Oberst no dia 1 de Maio de 1944. Quando ele se tornou Jafü 5 ele frequentemente submeteu relatórios, sobre a 5. Jagd-Division, aos seus superiores, sobre o facto de o Bf 109 já não ser a aeronave mais indicada para a frente de combate no ocidente. Ele indicava que as então versões G-3 e G-6 do Bf 109 já não se apresentavam adequadas ao serviço contra as aeronaves dos aliados na frente ocidental, e que o Fw 190 e o Bf 109 eram inferiores em comparação ao que os aliados possuíam. Depois de ter conhecimento sobre o desenvolvimento de uma aeronave a jacto chamada Messerschmitt Me 262, Gollob tornou-se um forte defensor da ideia de se aplicar esta aeronave no campo de batalha na variante de caça. Hitler já havia ficado interessado na ideia de usar o Messerschmitt Me 262 na variante de caça-bombardeiro, o que contribuiu para o atraso da preparação desta aeronave para realizar operações de intercepção.

"Eu nomeei-o para a minha equipa de trabalho e confiei-lhe toda a responsabilidade no que toca à preparação e planeamento da aplicação operacional do Me 262 e do Me 163. Contudo, Gollob não assumiu a sua função do modo como eu esperava que ele o fizesse. Ele estava interessado única e exclusivamente nos aspectos puramente técnicos, negligenciando a organização de terra, o treino de tripulações aéreas e de terra, a construção de linhas de comunicações e de unidades operacionais. Isto causou uma fricção considerável entre Gollob, a minha pessoa e a minha equipa."

Adolf Galland, General der Jagdflieger
Em Abril de 1944, Gollob foi transferido para a equipa de trabalho do General der Jagdflieger Adolf Galland, como conselheiro para o desenvolvimento do programa do caça a jacto Messerschmitt Me 262 e do interceptor a foguete Messerschmitt Me 163. Gollob teve um desentendimento com Galland em Setembro e foi transferido para o Kommando der Erprobungstellen (quartel-general das unidades de teste), que dois anos antes havia sido colocado sob o comando do Oberst Edgar Petersen. Gollob também esteve envolvido no desenvolvimento e teste do radar aéreo Neptun J e de vários foguetes ar-ar, como o R4M. Em Novembro de 1944, Gollob foi nomeado comandante do Jäger-Sonderstab (Comando Especial de Caças) para a Ofensiva das Ardenas e para a mal-sucedida Operação Bodenplatte.
O Reichsführer-SS Heinrich Himmler sugeriu a Hitler que Gollob fosse nomeado como General der Jagerflieger. A intervenção de Himmler na Luftwaffe provocou bastante irritação no Reichsmarschall Hermann Göring. As ambições de Himmler em expandir o seu poder e influência no Reich levaram-no a tentar a sua sorte na Luftwaffe. Um aspecto desta jogada política era o de tentar colocar as unidades a jacto sob o controlo das SS e, mais tarde, Göring ordenou a Galland que preparasse um relatório sobre Gollob. A conclusão de Galland era a de que Gollob requeria supervisão se colocado numa posição de alta responsabilidade. No início de Janeiro de 1945, Göring chamou Galland para este se apresentar em Karinhall, local de uma habitação de Göring, onde o informou que estava dispensado de serviço. Durante este encontro, Göring decidiu deixar para outra altura a decisão de onde colocar Galland, e mando-o tirar umas férias. A notícia de que Galland havia sido dispensado de serviço espalhou-se muito depressa, tendo sido um factor que ajudou a que acontecesse pouco tempo depois a Revolta dos Pilotos de Caça, uma insurreição de um pequeno grupo de pilotos de alta-patente da Luftwaffe, incluindo o Oberst Johannes Steinhoff que depois da guerra seria Presidente do Comité Militar da NATO, insurreição cujo objectivo era o de mudar o curso de como os meios aéreos estavam a ser empregues e restituir Galland como General der Jagerflieger. No dia 31 de Janeiro de 1945, Gollob foi oficialmente nomeado como General der Jagerflieger.
Nesta nova função, Gollob trabalhou com o General der Flieger Josef Kammhuber, responsável pelo combate contra os bombardeiros quadrimotores, e com o SS-Obergruppenführer Hans Kammler, responsável pelo armamento aéreo e produção dos Messerschmitt Me 262. O objectivo de Gollob era o se empenhar o Me 262 como uma arma defensiva contra a ofensiva aérea aliada. A decisão de Hitler em usar o Me 262 como um caça-bombardeiro não foi revista. Gollob juntou uma série de dados sobre a aeronave e esperava encontrar-se com Hitler para o convencer que o Me 262 era mais rentável como uma aeronave exclusivamente de combate aéreo e não como caça-bombardeiro, contudo este encontro nunca aconteceu. No dia 7 de Abril de 1945, frustrado com o pouco progresso alcançado, Gollob submeteu um pedido para ser dispensado das suas funções como General der Jagerflieger, contudo este pedido foi recusado por Göring. Gollob deixou Berlim no dia 10 de Abril de 1945 depois de a sua equipa de trabalho ter partido para o sul da Alemanha. Nesta altura ele necessitou de ser urgentemente hospitalizado para tratar a sua apendicite. Gollob foi submetido a uma cirurgia, realizada pelo Prof. Dr. Burghard Breitnet, num hospital em Igls, oito dias depois de deixar Berlim. No dia 24 de Abril, ele foi transferido para o hospital da Luftwaffe em Kitzbühel, que se situava no centro do que se chamava de Fortaleza Alpina. Em Kitzbühel, ele encontrou-se com o último Comandante-em-chefe da Luftwaffe, o Generalfeldmarschall Greim, e com a aviadora alemã Hanna Reitsch. Greim estava a recuperar de um ferimento sofrido aquando de um voo sob a cidade cercada de Berlim, no dia 26 de Abril. Em Kitzbühel, Gollob foi feito prisioneiro de guerra por elementos da 36.ª Divisão de Infantaria do Exército dos Estados Unidos, sob o comando do General John E. Dahlquist. Pouco tempo depois, foi transferido para a custódia da 42.ª Divisão de Infantaria dos Estados Unidos, sob o comando do Major-general Harry J. Collins.

## Pós-guerra e vida como civil
No dia 1 de Junho de 1945, Gollob, que havia sido liberto, foi novamente preso, desta vez pela polícia austríaca a pedido das autoridades norte-americanas. De Kitzbühel, ele foi enviado para a Inglaterra. Em Inglaterra, ele ficou detido em Latimer e foi interrogado no Centro de Interrogação Detalhada dos Serviços Combinados, relativamente à suas operações de combate. Em 1946 foi solto pelas autoridades norte-americanas e foi então internado pelas autoridades francesas, sendo que a sua região natal de Tirol do Norte fazia parte da zona de ocupação francesa. Depois de os franceses o libertarem, Gollob subsistiu ao contribuir para revistas aeronáuticas e em palestras. Em 1948 ele tornou-se Secretário-geral da Federação de Independentes, um partido político de direita na Áustria. Em 1950 o partido expulsou Gollob depois de um conflito interno no partido entre a facção mais liberal e a facção nacionalista alemã.

"Bem, eu vou dizer isto, e depois eu não irei dizer mais nada sobre Gollob. As perdas aumentavam em qualquer área onde ele assumia uma posição de comando, à semelhança de Göring na Primeira Grande Guerra. Ele colocava militares a comandar unidades com base na sua lealdade ao Partido Nazi e não com base na sua competência, sendo que havia muito poucos pilotos na Jagdwaffe leais ao partido."

Johannes Steinhoff, Presidente do Comité Militar da NATO
Gollob e a sua mulher Elisabeth Lüning casaram-se no dia 14 de Fevereiro de 1943 e tiveram dois filhos e uma filha. O seu primeiro filho, Ulrik, nasceu no dia 30 de Novembro de 1943 em Kitzbühel, o segundo filho, Gerald, nasceu no dia 9 de Janeiro de 1946 no mesmo local, e a sua filha Cornelia nasceu no dia 16 de Março de 1954 em Sulingen. Depois de ser dispensado do partido, a família moveu-se para a cidade natal da mulher. Lá, a partir de Novembro de 1951, ele começou a trabalhar na área das vendas na empresa Deutz AG, uma companhia que produzia motores e veículos. Até ter sofrido um enfarte agudo do miocárdio em 1975, ele voava regularmente em aviões a motor e planadores. Gollob morreu em Sulingen, Diepholz, na Baixa Saxónia, no dia 7 de Setembro de 1987.

## Sumário da carreira

### Vitórias aéreas
Gollob foi creditado com 150 vitórias aéreas em 340 missões de combate, 144 das quais na Frente Oriental. Ele nunca perdeu um asa em combate e também nunca foi abatido. Matthews e Foreman, autores de Luftwaffe Aces — Biographies and Victory Claims, procuraram nos Arquivos Federais da Alemanha e encontraram o registo de 146 vitórias confirmadas e mais cinco por confirmar. Este número inclui uma vitória contra a Força Aérea da Polónia, cinco na Frente Ocidental e 140 contra a Força Aérea Soviética na Frente Oriental.

### Condecorações
- Cruz de Ferro (1939)
  - 2.ª classe (21 de Setembro de 1939)[86]
  - 1.ª classe (13 de Junho de 1940)[86]
- Escudo de Narvik (30 de Janeiro de 1941)[87]
- Distintivo de Voo do Fronte da Luftwaffe em Ouro (11 de Maio de 1941)[88]
- Troféu de Honra da Luftwaffe (21 de Julho de 1941)[6]
- Distintivo de Piloto/Observador em Ouro com Diamantes[89]
- Cruz de Cavaleiro da Cruz de Ferro (18 de Setembro de 1941) como Hauptmann e Gruppenkommandeur do II./JG 3[90][91][92]
  - 38.ª Folhas de Carvalho (26 de Outubro de 1941) como Hauptmann e Gruppenkommandeur do II./JG 3[93][94][nota 6]
  - 13.ª Espadas (23 de Junho de 1942) como Hauptmann e Geschwaderkommodore da JG 77[90][95][96]
  - 3.º Diamantes (30 de Agosto de 1942) como Major e Geschwaderkommodore da JG 77[90][97][98]
- Três referências no Wehrmachtbericht (25 de Outubro de 1941, 20 de Junho de 1942 e 31 de Agosto de 1942)[99][100]
- Escudo da Crimeia (15 de Março de 1943)[101]